# تشن بان
تشن بان هو دراج صيني، ولد في 22 مارس 1987.

## وصلات خارجية
- تشن بان على موقع أرشيف الدراجات (الإنجليزية)
- تشن بان على موقع اللجنة الأولمبية الصينية (الإنجليزية)